# Aganainae
Aganainae  (лат.)  — подсемейство чешуекрылых семейства Erebidae.

## Описание
Окраска передних крыльев яркая, часто отступает от общей схемы (в роде Mimeusemia передних крыльев с крупными белыми пятнами на чёрном фоне); задние крылья у всех видов жёлтые или оранжевые с тёрной терминальной каймой. Лоб с коническим склеритизированным выростом. У некоторых видов, к примеру у Mimneusemia persimilis, заметно булавовидно расширены на вершинах.

## Систематика
Некоторые рода подсемейства:
- Agape Felder, 1874
- Peridrome Walker, 1854
- Euplocia Hübner, [1819]
- Neochera Hübner, [1819]
- Asota Hübner, [1819]
- Digama Moore, [1860]